# クレイトロニクス
クレイトロニクス（英語: Claytronics）は、微小な自己組織化ロボットが互いに連携して機能的な要素になる想像上の機械。

## 概要
カーネギー・メロン大学で国防高等研究計画局(DARPA)の支援で、『シンセティック・リアリティー』(Synthetic Reality)の一環として、プログラム可能な素材を開発するため研究が進められるクレイトロニクスは、CPU、エネルギーを貯蔵装置、通信機器、映像出力装置、センサー、移動装置、結合機構を備える『キャトム』(catom:クレイトロニクスの原子を意味するclaytronic atom)と呼ばれる個々の自己組織化ロボットが指令によって自己組織化により形状が変化して機能的な要素を構成する。『パリオ』(pario)と称する新しい通信媒体を構想しており、共同研究に参加しているインテルはさらに発展させて物体の外観のみならず機能までも完全に複製する『Dynamic Physical Rendering』を目指す。